# Гриншпун, Изакин Абрамович
Изаки́н Абра́мович Гриншпу́н (22 декабря 1912, Одесса, Херсонская губерния — 14 марта 1990, Ленинград) — советский театральный режиссёр, Заслуженный деятель искусств УССР.

## Биография
Первый режиссёр Одесского академического театра музыкальной комедии. Преподавал в Ленинградском театральном институте. Среди его учеников — Борис Смолкин, Виктор Бутурлин, Павел Коробов и другие.
По спектаклю «Белая акация» Одесского театра музыкальной комедии в постановке Изакина Гриншпуна режиссёром Георгием Натансоном поставлен фильм «Белая акация» (1957).
Автор книги воспоминаний «О друзьях моих и учителях» (1986).
Похоронен на Комаровском кладбище.

### Семья
- Сын — Юлий Изакинович Гриншпун (1939—1999), российский театральный режиссёр.
- Внук — Никита Юльевич Гриншпун (род. 1974), театральный режиссёр, выпускник ЛГИТМиКа и ГИТИСа. Работал в Одесском украинском академическом театре имени В. Василько, Театре наций, Сахалинском международном театральном центре имени А. П. Чехова[4].